# Castello di Saint-Malo
»
(frase fatta incidere da Anna di Bretagna in una torre del castello)

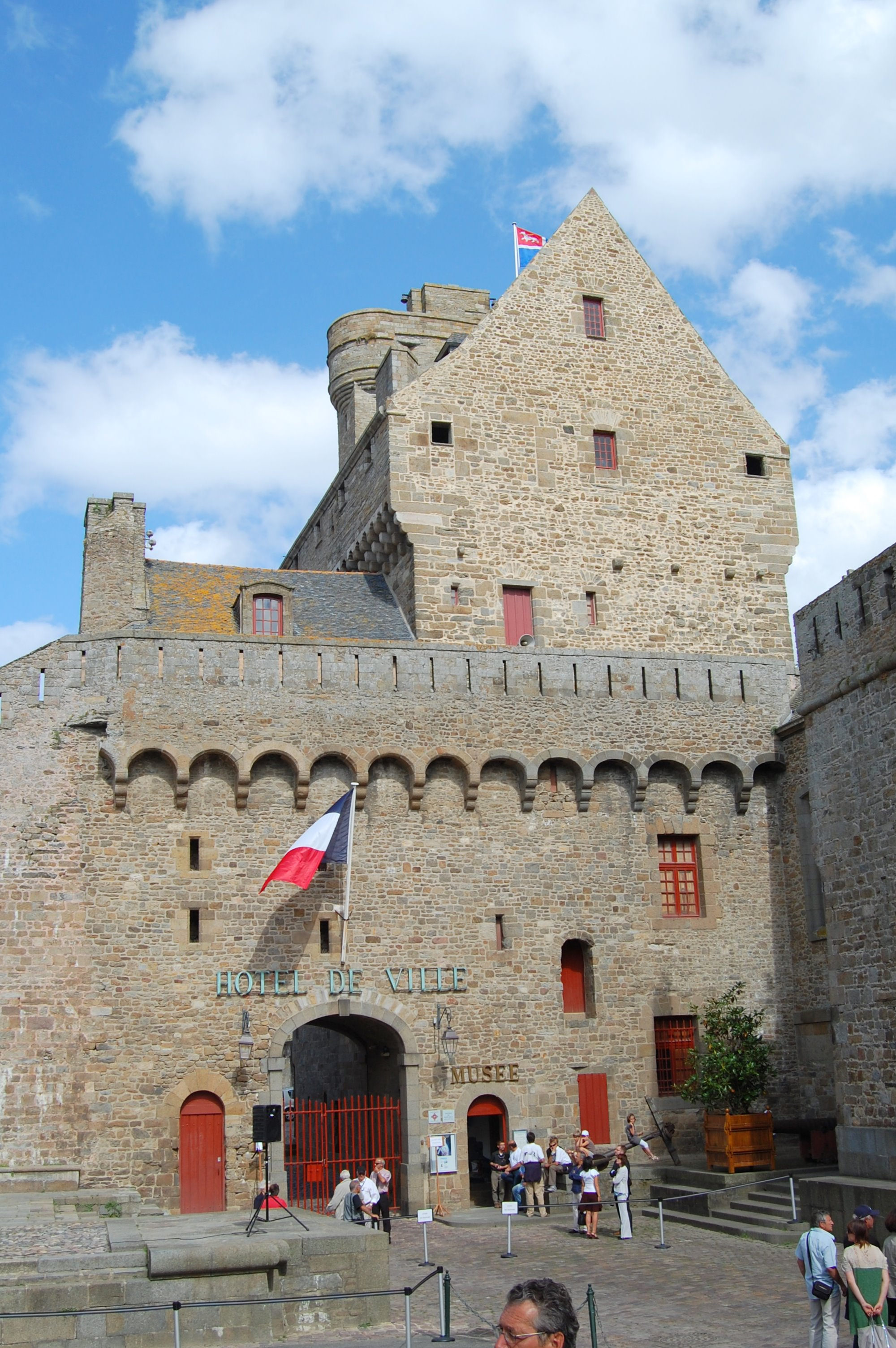
L'entrata del castello di Saint-Malo, che ospita attualmente la sede del comune di Saint-Malo

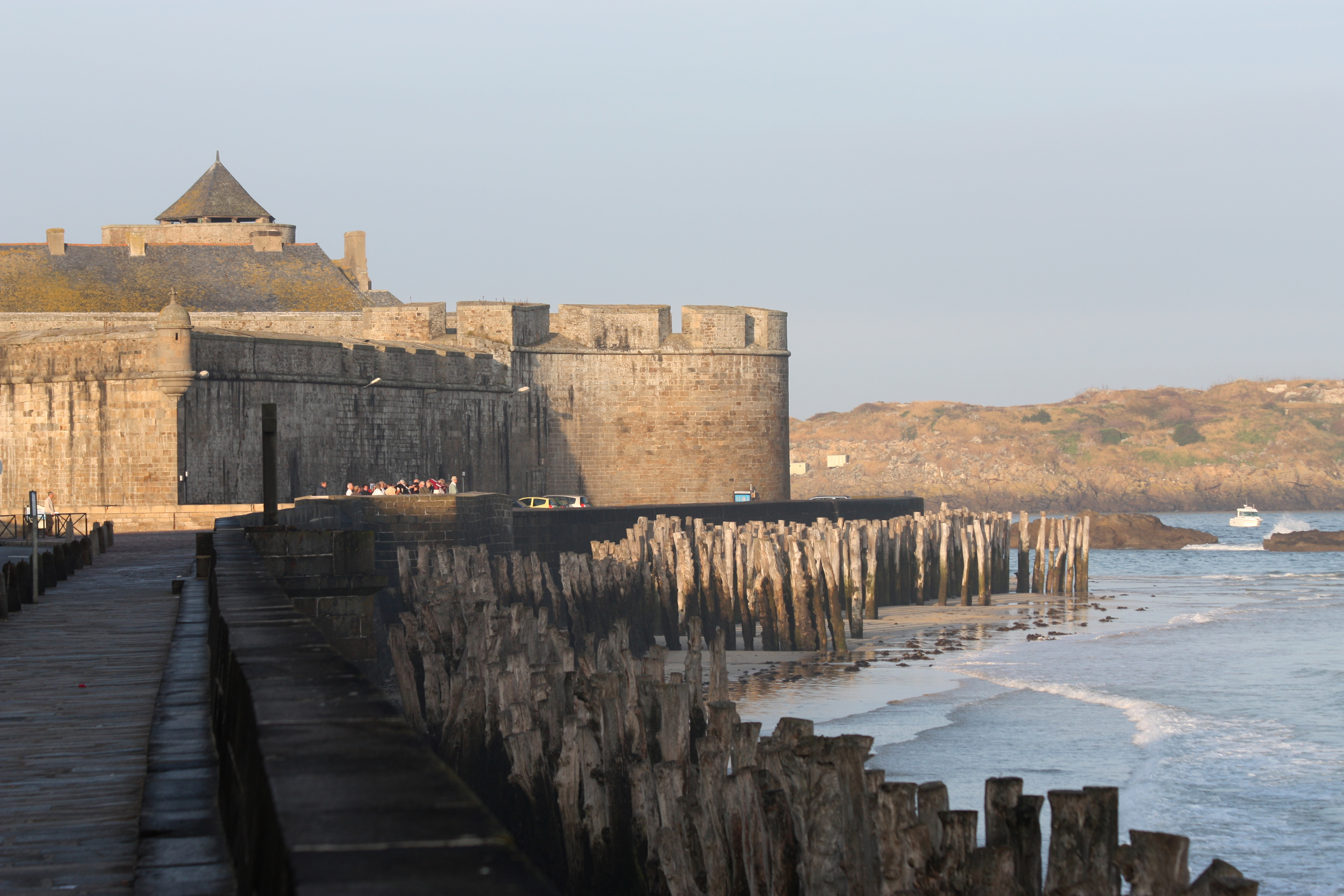
Veduta del castello di Saint-Malo

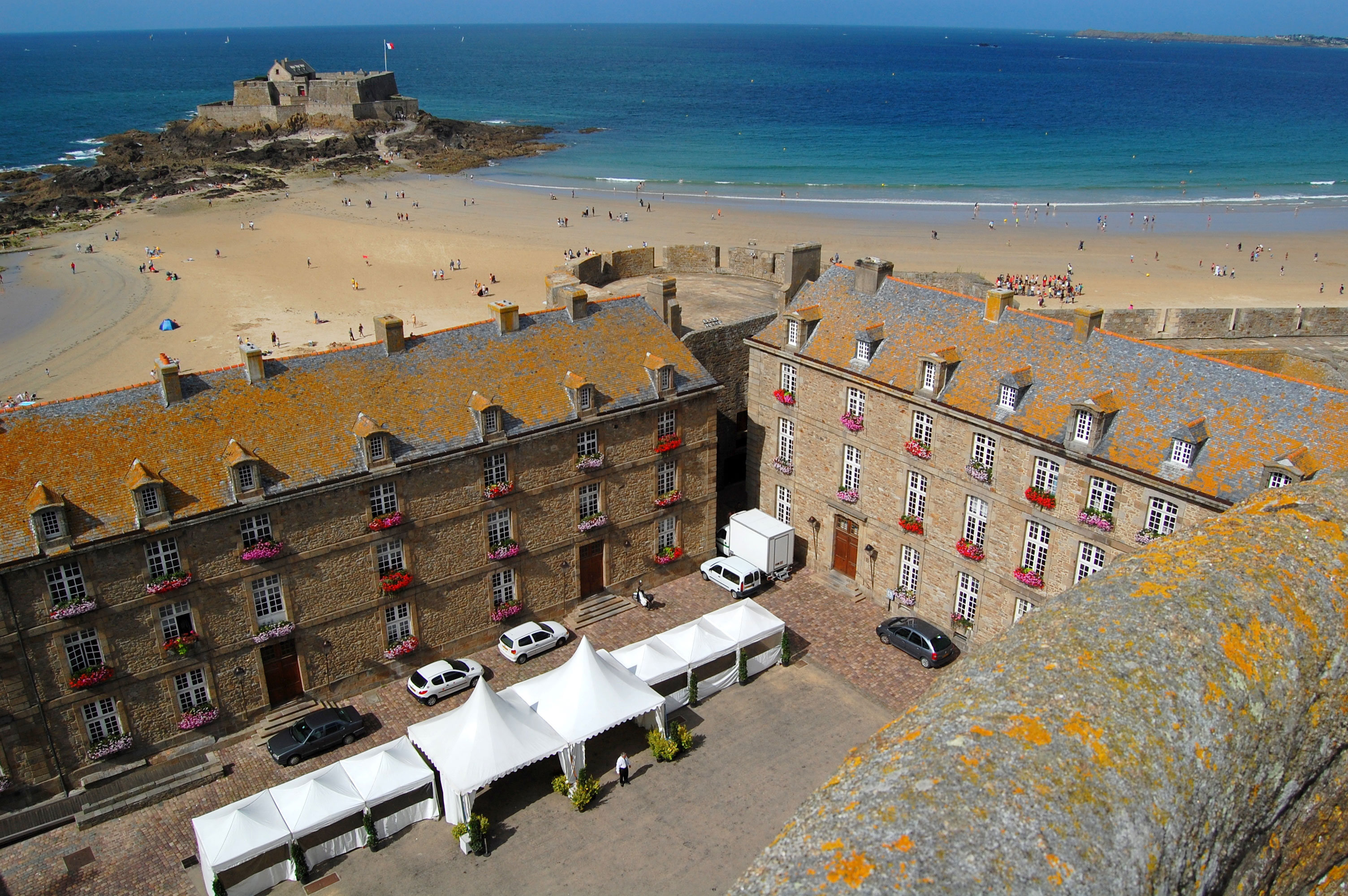
Veduta del castello di Saint-Malo con, sullo sfondo, il Fort National

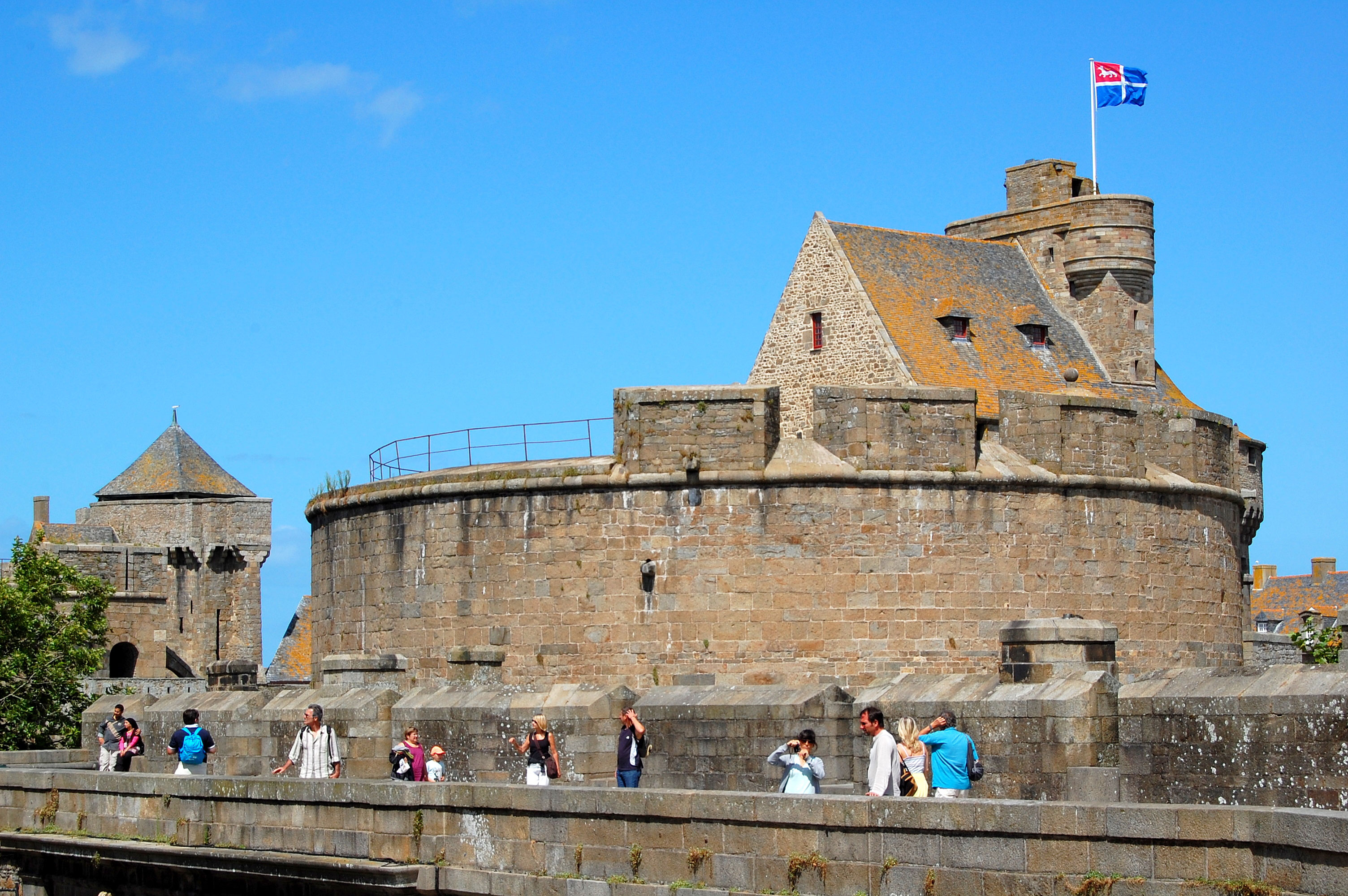
Castello di Saint-Malo: la torre "Quic-en-Groigne" e la "tour Générale"

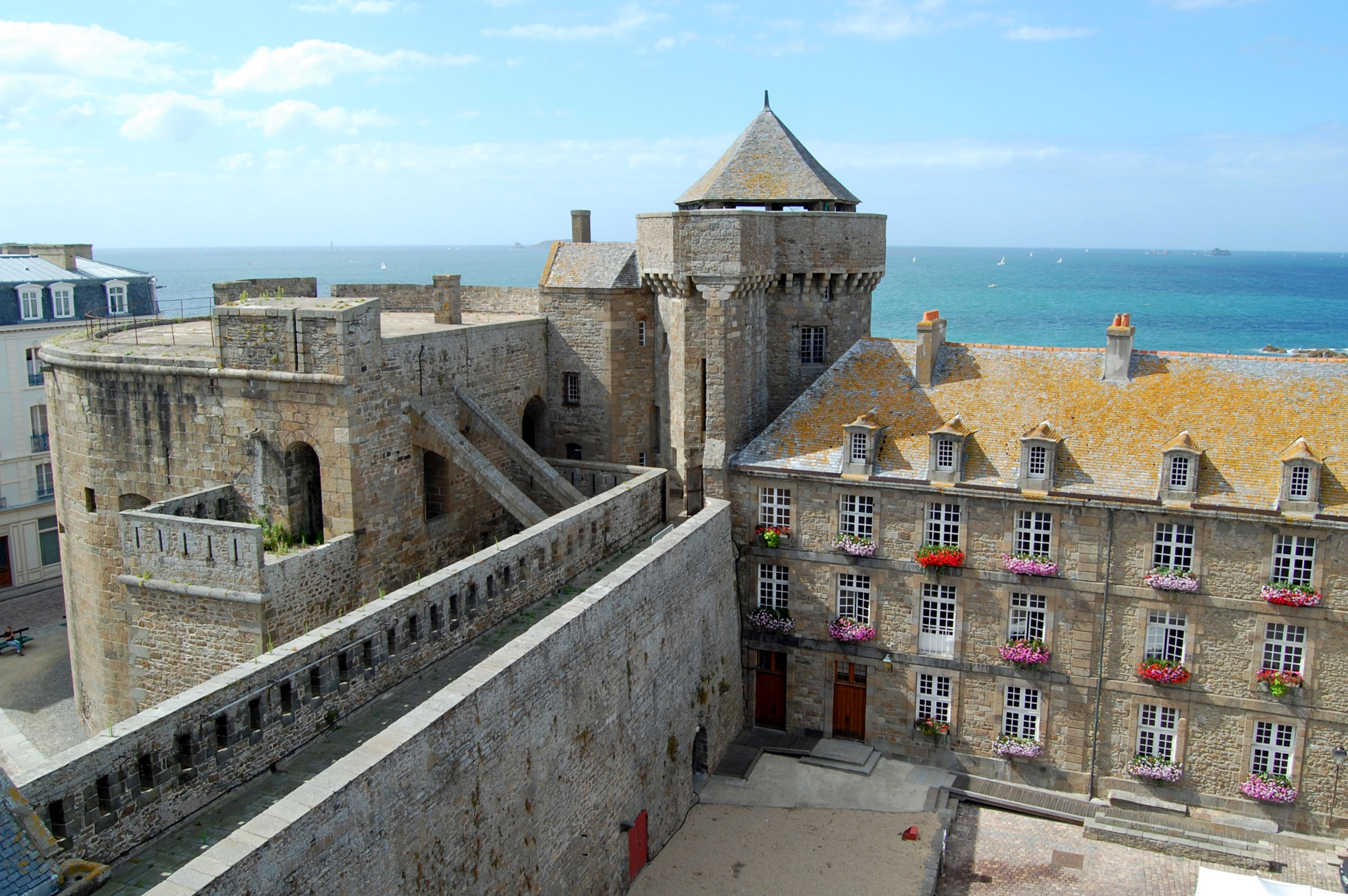
Castello di Saint-Malo: la torre Quic-en-Groigne

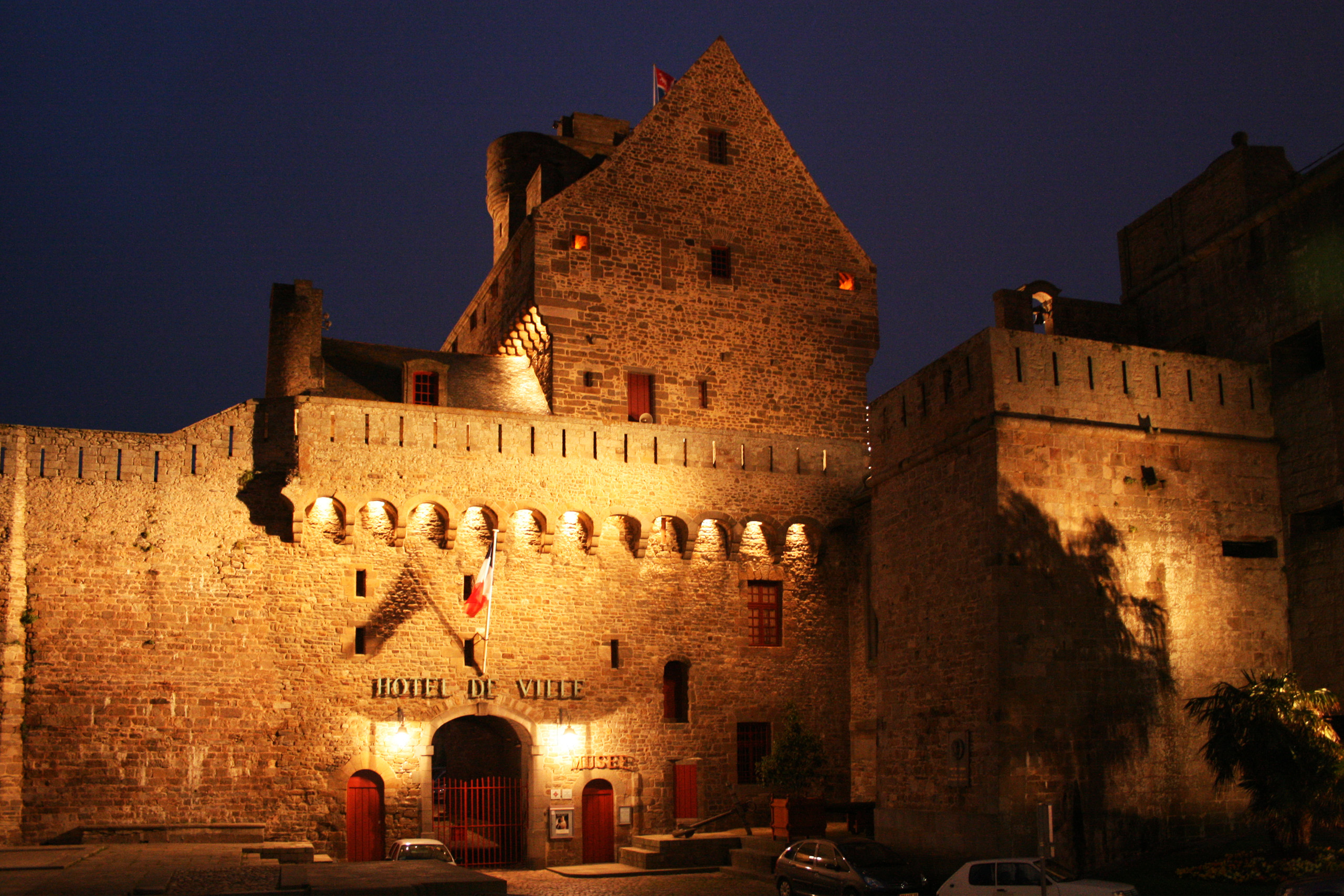
Immagine in notturna del castello di Saint-Malo

Il castello di Saint-Malo (in francese: château de Saint-Malo) è un castello fortificato della città francese di Saint-Malo, in Bretagna (Francia nord-occidentale), eretto nella prima metà del XV secolo per volere di Giovanni V (1389 - 1442), duca di Bretagna, ed ampliato in seguito da Francesco II di Bretagna (1435 - 1488) e da Anna di Bretagna (1477 - 1514) e alla fine del XVII secolo dall'ingegnere militare Sébastien Vauban (1633 - 1707).
L'edificio ospita la sede del municipio di Saint-Malo e (dal 1929) un museo sulla storia cittadina, suddiviso in due sezioni, il Musée d'Histoire de Saint-Malo e il Musée du Pays Malouin.

## Ubicazione
Il castello si trova in Place Chateaubriand, vicino al porto di Saint-Malo e all'interno delle mura cittadine, nella parte nord-occidentale della città, a sud del Fort National.

## Punti d'interesse

### Grande Mastio
Il mastio risale al 1424 e la sua costruzione fu commissionata da Giovanni V di Bretagna all'architetto Jehan Prévin.

Dal 1927, ospita il Musée d'Histoire de St-Malo.

#### Musée d'Histoire de Saint-Malo
Il museo è dedicato alla storia della città, in particolare alle sue tradizioni marinare (illustrate attraverso modellini, mappe, ecc.) e ai suoi cittadini più illustri (Chateaubriand, Jacques Cartier, ecc.).

### Tour Générale
La Tour Générale, situata vicino al mastio, fu fatta costruire da Francesco II di Bretagna nel 1475 (o 1495).

È alta 21 metri e ospita il Musée du Pays Malouin.

#### Musée du Pays Malouin
Il museo  verte sulle tradizioni popolari e la storia economica di Saint-Malo, attraverso l'esposizione di oggetti di vita quotidiana (come le coiffes, i celebri copricapi femminili bretoni, ecc.).

### Torre "Quic-en-Groigne"
La torre "Quic-en-Groigne", situata nell'ala sinistra del castello, fu costruita tra il 1498 e il 1501 per volere di Anna di Bretagna. Prende il nome dalla frase "Qui qu'en groigne, ainsi sera, car tel est mon plaisir" ("Anche se qualcuno si lamenta, sarà così, poiché questa è la mia volontà"), fattavi incidere da Anna di Bretagna in segno di sfida e di monito verso i cittadini che si ribellavano.
Costruita in ardesia, è alta 20 metri e misura 22 metri di diametro.

### Tour des Dames
La "Tour des Dames", alta 14 metri, deve il proprio nome al fatto che le donne vi avevano libero accesso.

### Tour des Moulins
La "Tour des Moulins" deve il proprio nome al fatto che al suo interno fu costruito un mulino.

### Piccolo mastio
Il piccolo mastio risale al 1393, ovvero prima della costruzione del castello attuale, voluta da Giovanni V di Bretagna.

### Cappella
Nella cappella del castello, si trova un dipinto classificato come "monumento storico", La déploration du Christ di Jean-Baptiste Santerre, risalente al 1704.